# Джурич, Милан
Ми́лан Джу́рич (босн. Milan Đurić; 22 мая 1990, Тузла, СФРЮ) — боснийский футболист, нападающий итальянского клуба «Парма». Выступал за сборную Боснии и Герцеговины.

## Ранняя жизнь
Джурич родился в Тузле, в то время находившейся на территории Югославии. Его отец, Горан, был игроком клуба третьего дивизиона чемпионата Югославии. В 1991 его семья переехала в итальянский город Пезаро из-за начала Боснийской войны. Хотя Джурич родился в Тузле, его семья из Власеницы.

## Клубная карьера
Играл в молодежной команде «Вис Пезаро» до 2005 года, когда клуб обанкротился. После этого Джурич провёл год в «Сан-Марино», откуда перешёл в молодёжную команду «Чезены», которой руководил бывший боснийский футболист Давор Йозич.
Джурич дебютировал за первую команду 30 октября 2007 года в проигранном матче против «Мантовы» и забил свой первый гол через несколько недель в игре с «Фрозиноне».
В июне 2010 года перешёл в «Парму» в обмен на Альберто Галуппо, но не сыграл за неё ни одного матча, так как постоянно находился в аренде.
Летом 2012 года «Чезена» выкупила его обратно. После короткой аренды в «Читтаделлу» Джурич стал игроком основного состава. Его лучшей игрой стал матч против «Ювентуса», в котором он забил гол и сделал голевую передачу.
5 января 2017 перешёл в английский «Бристоль Сити».

## Карьера в сборной
27 марта 2015 года Джурич дебютировал за национальную сборную Боснии и Герцеговины в игре с Андоррой, заменив на 67-й минуте Ведада Ибишевича.
10 октября того же года он забил свой первый гол за команду в игре с Уэльсом после передачи Миралема Пьянича, а затем отдал голевой пас Ведаду Ибишевичу.